# Barbara Kurdej-Szatan
Barbara Dominika Kurdej-Szatan (ur. 22 sierpnia 1985 w Opolu) – polska aktorka teatralna, telewizyjna i filmowa, okazjonalnie piosenkarka i prezenterka telewizyjna. Laureatka trzech Telekamer (2015, 2016, 2017) dla najlepszej aktorki oraz Złotej Telekamery (2018).

## Życiorys

### Rodzina i edukacja
Urodziła się 22 sierpnia 1985 w Opolu. Jest córką Janusza Kurdeja i Elizy Wyszomirskiej-Kurdej. Jej ojciec pracował jako elektryk, a matka była dyrektorką Miejskiego Ośrodka Kultury w Opolu. Ma starszą o pięć lat siostrę Katarzynę, która również jest aktorką i piosenkarką.
| 4. Jan Kurdej          |  |                             |  |  |                          |
|                        |  | 2. Janusz Kurdej            |  |  |                          |
| 5. Leokadia Kurdej     |  |                             |  |  |                          |
|                        |  |                             |  |  | 1. Barbara Kurdej-Szatan |
| 6. Bogumił Wyszomirski |  |                             |  |  |                          |
|                        |  | 3. Eliza Wyszomirska-Kurdej |  |  |                          |
| 7. Irena Wyszomirska   |  |                             |  |  |                          |
|                        |  |                             |  |  |                          |

Jako dziecko zainteresowała się teatrem i grą aktorską, a umiejętności rozwijała, biorąc udział w warsztatach teatralnych prowadzonych przez Andrzeja Głowackiego. Ukończyła szkołę muzyczną I stopnia w klasie wiolonczeli, po czym rozpoczęła naukę w szkole II stopnia, którą jednak przerwała po dwóch latach. Po niezdaniu egzaminów do PWST w Krakowie przez rok uczyła się w Państwowym Policealnym Studium Wokalno-Aktorskim im. Danuty Baduszkowej w Gdyni. Następnie dostała się na wydział wokalno-estradowy krakowskej PWST, którą ukończyła w 2009. Na egzaminie dyplomowym zagrała Leni w spektaklu Franza Kafki Proces w reż. Wojciecha Kościelniaka. 

### Kariera zawodowa
Jako dziecko przez siedem lat śpiewała w chórze kameralnym Cantores Opolienses „Legenda”, z którym brała udział w wielu krajowych i zagranicznych konkursach. Następnie udzielała się w Opolskim Studiu Piosenki i śpiewała w chórze Opole Gospel Choir, z którym wystąpiła m.in. na Krajowym Festiwalu Piosenki Polskiej w Opolu. Brała udział również w konkursach piosenki anglojęzycznej i piosenki francuskiej. W okresie studiów dorabiała, śpiewając w zespole weselnym Marsels.
Na szklanym ekranie zadebiutowała epizodyczną rolą Iwony w serialu Plebania (2006). W latach 2008–2010 była aktorką Teatru Nowego im. Tadeusza Łomnickiego w Poznaniu, w którym zagrała m.in. Helenę w Śnie nocy letniej. W tym okresie zagrała epizodyczne role w filmach Enen (2009) i Ciacho (2010). Od 2010 występuje w Teatrze 6. piętro. W 2012 z zespołem Soul City zajęła piąte miejsce w drugiej edycji programu rozrywkowego TVN X Factor. W tym samym roku zadebiutowała w Teatrze Muzycznym „Roma”, w którym grała główną rolę Liny Lamont w Deszczowej piosence (2012) i występowała w spektaklu Ale musicale! (2013). W 2013 grała w przedstawieniu Teatru Gudejko Only Love wystawianym w Teatrze Kamienica.
W latach 2013–2021 występowała w roli konsultantki ds. sprzedaży w serii spotów reklamowych „Gwiazdy przeszły do Play” z udziałem celebrytów. Występowanie w spotach zapewniło jej ogólnopolską rozpoznawalność, a przez media określana była jako „blondynka z Playa”.
Zagrała główną rolę w komedii romantycznej Dzień dobry, kocham cię! (2014), do której nagrała w duecie Liberem tytułową piosenkę. W latach 2014–2021 występowała w roli Joanny Chodakowskiej w serialu TVP2 M jak miłość. Również w 2014 nawiązała współpracę z Telewizją Polską, dla której prowadziła bądź współprowadziła programy: Kocham cię, Polsko! (2016–2018), The Voice of Poland (2016–2018), The Voice Kids (2018–2019) i Dance Dance Dance (2019). Oprócz tego w 2014 współprowadziła 51. KFPP w Opolu oraz koncert Sabat Czarownic w Kielcach. W 2019 zakończyła współpracę z TVP, co nieoficjalnie tłumaczono jej zaangażowaniem w antyrządowe protesty i poparcie Rafała Trzaskowskiego z Koalicji Obywatelskiej w wyborach na prezydenta Polski w 2020.

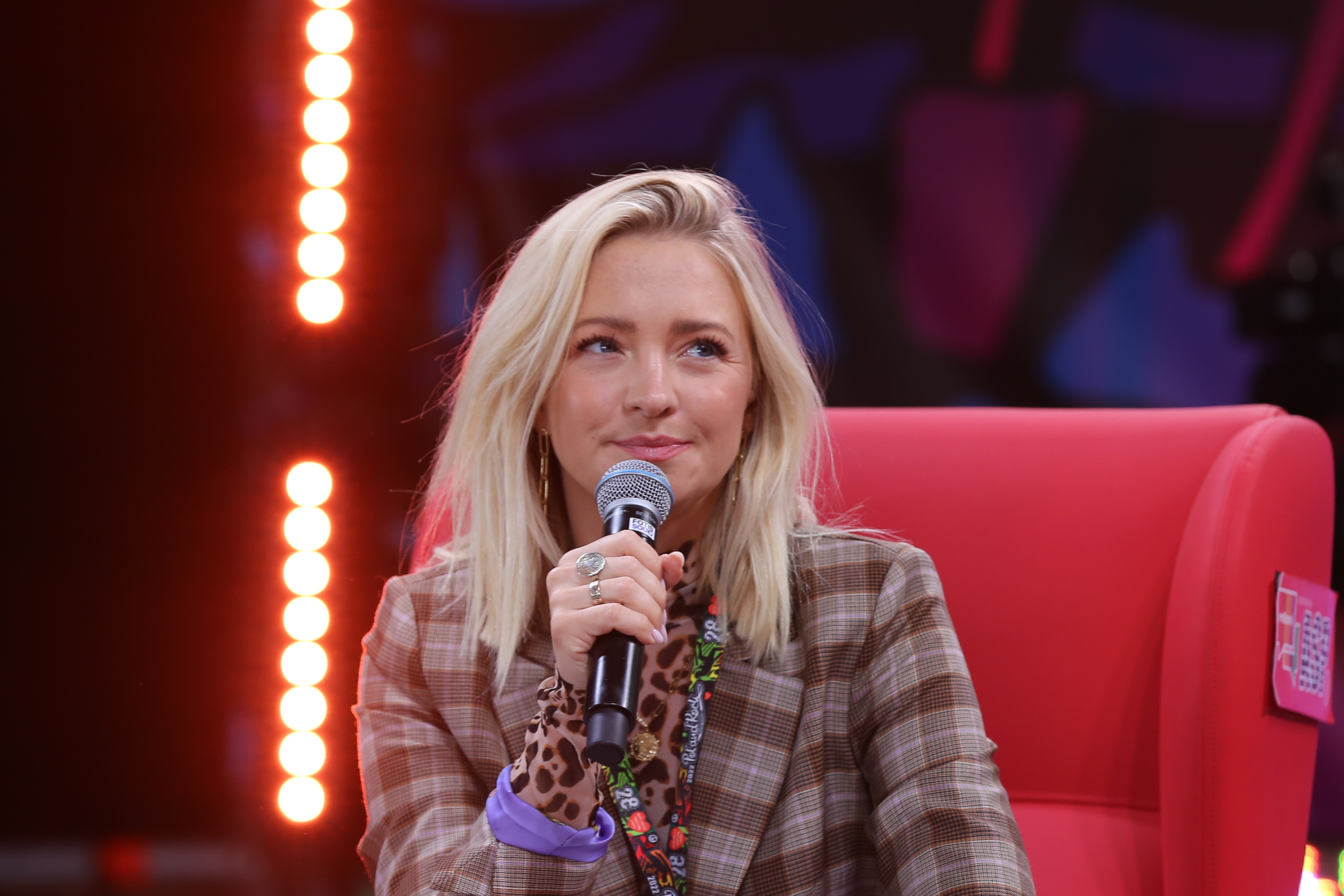
Kurdej-Szatan na Pol’and’Rock Festival (2022)

Od 2015 gra w Krakowskim Teatrze Variété, w którym wystąpiła m.in. w głównej roli Elle Woods w spektaklu Legalna blondynka i jako Roxie w Chicago. Wystąpiła w roli sierżant Jadźki Zarównej w komedii Wkręceni 2 (2015) i Andżeli w filmie 7 rzeczy, których nie wiecie o facetach (2016). W latach 2017–2020 grała główną rolę Marii Biernackiej w serialu W rytmie serca w Polsacie. Zagrała drugoplanową rolę Weroniki w filmie Pech to nie grzech (2018) i rolę Kasi w Narzeczonym na niby (2018), a także wystąpiła z mężem, Rafałem Szatanem w jednym z odcinków pierwszej edycji programu Polsatu The Story of My Life. Historia naszego życia. Jesienią 2019 w parze z Jackiem Jeschke została finalistką 10. edycji programu rozrywkowego Dancing with the Stars. Taniec z gwiazdami w Polsacie. Wystąpiła w roli Sylwii w Swingersach (2020). W okresie pandemii COVID-19 zaaranżowała cykl zdalnych koncertów transmitowanych na Instagramie, wzięła udział w akcjach dla dzieci Przerwa na bajkę i Instanocki oraz utworzyła z rodzinny zespół muzyczny MaKuSza, z którym nagrała piosenki „Matka” i „Winne spotkanie”. Jesienią 2021 zajęła drugie miejsce w finale 15. edycji programu rozrywkowego Polsatu Twoja twarz brzmi znajomo. W 2022 współprowadziła program TTV Project Cupid, była uczestniczką programu TVN Mask Singer, współprowadziła program Zoom TV Poranny rogal i wzięła udział w kampanii promocyjnej serwisu Wyborcza.pl, a telewizja Polsat wyemitowała serial Domek na szczęście, w którym Kurdej-Szatan wystąpiła w jednej z głównych ról. W 2023 miały premierę komedie romantyczne z Kurdej-Szatan w rolach głównych: Miłość ma cztery łapy i Porady na zdrady 2. Wiosną 2024 zajęła szóste miejsce w programie rozrywkowym Polsatu Twoja twarz brzmi znajomo. Najlepsi!. W tym samym roku została prowadzącą program rozrywkowy TVP2 Cudowne lata. 26 października 2024 współprowadziła (w parze z Błażejem Stencelem) koncert charytatywny dla powodzian Nadzieja – razem dla was w TVP1.

## Życie prywatne
Przez siedem lat pozostawała w nieformalnym związku z Łukaszem Jóźwiakiem. We wrześniu 2011 poślubiła aktora i piosenkarza Rafała Szatana. Mają córkę Hannę (ur. 2012) i syna Henryka (ur. 2020).
Choruje na boreliozę.
W marcu 2022 założyła fundację „Z Porywu Serca”.

## Kontrowersje
4 listopada 2021, podczas kryzysu migracyjnego na granicy białorusko-polskiej, Kurdej-Szatan udostępniła kilkuminutowe nagranie, na którym widać było uzbrojone osoby w mundurach (najprawdopodobniej funkcjonariuszy polskiej straży granicznej) szarpiące się z kobietami trzymającymi na rękach dzieci. W tle było słychać krzyki i płacz dzieci. Kurdej-Szatan, udostępniając nagranie, skomentowała je emocjonalnie, używając też wulgaryzmów. Aktorka we wpisie określiła funkcjonariuszy Straży Granicznej z nagrania m.in. słowami „maszyny bez serca bez mózgu”, „mordercy”. 6 listopada 2021 Kurdej-Szatan zamieściła wpis, w którym przeprosiła za „niestosowny język i przekleństwa”. Prokuratura wszczęła w tej sprawie śledztwo, a 9 listopada 2021 decyzją prezesa Jacka Kurskiego aktorka została zwolniona z TVP. W maju 2022 prokuratura postawiła jej zarzut znieważenia funkcjonariuszy Straży Granicznej. W grudniu tego samego roku Sąd Rejonowy w Pruszkowie umorzył postępowanie ze względu na niewypełnienie znamion przestępstwa. Po wyroku prokuratura zaskarżyła wydane postanowienie sądu. W lutym 2023 Sąd Okręgowy w Warszawie prawomocnie umorzył sprawę. W październiku tego samego roku ówczesny prokurator generalny Zbigniew Ziobro skierował skargę nadzwyczajną na orzeczenie Sądu Okręgowego w Warszawie. W listopadzie 2024 Sąd Najwyższy uchylił zaskarżone orzeczenie i przekazał sprawę do ponownego rozpoznania przez Sąd Okręgowy w Warszawie.

## Nagrody i nominacje
| Rok  | Nagroda                                                              | Wynik     |
| ---- | -------------------------------------------------------------------- | --------- |
| 2013 | Plebiscyt „Kobieta roku TVN Turbo 2013”                              | Nominacja |
| 2015 | Wąż w kategorii Najgorsza aktorka za film „Dzień dobry, kocham cię!” | Wygrana   |
| 2015 | Telekamera „Tele Tygodnia” 2015 w kategorii Aktorka                  | Wygrana   |
| 2016 | Wąż w kategorii Najgorsza aktorka za film „Wkręceni 2”               | Nominacja |
| 2016 | Telekamera „Tele Tygodnia” 2016 w kategorii Aktorka                  | Wygrana   |
| 2017 | Telekamera „Tele Tygodnia” 2017 w kategorii Aktorka                  | Wygrana   |
| 2018 | Złota Telekamera „Tele Tygodnia”                                     | Wygrana   |
| 2019 | Wąż w kategorii Najgorsza aktorka za film Pech to nie grzech         | Nominacja |
| 2019 | Gwiazdy Plejady w kategorii Gwiazda stylu                            | Wygrana   |

## Teatr
- 2008: Proces jako Leni w reż. Wojciecha Kościelniaka, PWST Kraków
- 2008: Sen nocy letniej jako Helena w reż. Wojciecha Kościelniaka, Teatr Nowy im. Tadeusza Łomnickiego w Poznaniu
- 2010: W sobotę o ósmej jako Zoe w reż. Mariusza Puchalskiego, Teatr Nowy im. Tadeusza Łomnickiego w Poznaniu
- 2010: Lobotomobil jako pani Nash w reż. Janusza Wiśniewskiego, Teatr Nowy im. Tadeusza Łomnickiego w Poznaniu
- 2010: Mary Stuart jako drugi głos w reż. Waldemara Zawodzińskiego, Teatr Nowy im. Tadeusza Łomnickiego w Poznaniu
- 2012: Deszczowa piosenka jako Lina Lamont w reż. Wojciecha Kępczyńskiego, Teatr Muzyczny „Roma” w Warszawie
- 2015: Legalna blondynka (musical) jako Elle Wood w reż. Janusza Józefowicza w Krakowskim Teatrze Variété
- 2016: Miłość w Saybrook jako Sandy w reż. Eugeniusza Korina w Teatrze 6. piętro w Warszawie
- 2017: Chicago jako Roxie Hart w reżyserii Wojciecha Kościelniaka w Krakowskim Teatrze Variété[66]

## Filmografia

### Filmy fabularne
| Rok  | Tytuł                                   | Rola                    |
| ---- | --------------------------------------- | ----------------------- |
| 2005 | Berlin 4:05 (etiuda szkolna)            | ona                     |
| 2009 | Enen                                    | stażystka Iwona         |
| 2010 | Ciacho                                  | recepcjonistka          |
| 2014 | Dzień dobry, kocham cię!                | Basia Mazurek           |
| 2015 | Wkręceni 2                              | sierżant Jadźka Zarówna |
| 2016 | 7 rzeczy, których nie wiecie o facetach | Andżela                 |
| 2018 | Narzeczony na niby                      | Kasia, asystentka Darka |
| 2018 | Pech to nie grzech                      | Weronika                |
| 2020 | Swingersi                               | Sylwia                  |
| 2022 | Miłość na pierwszą stronę               | ona sama                |
| 2022 | Miłość ma cztery łapy                   | Jowita                  |
| 2023 | Porady na zdrady 2                      | Gosia                   |
| 2025 | Piernikowe serce                        | Samanta                 |

### Seriale
| Rok       | Tytuł              | Rola                                   | Uwagi                |
| --------- | ------------------ | -------------------------------------- | -------------------- |
| 2006      | Plebania           | Iwona                                  | odc. 788-789         |
| 2006      | Dwie strony medalu | pielęgniarka                           | odc. 14              |
| 2007      | I kto tu rządzi?   | Natasza, sprzątaczka Kalińskiej        | odc. 12              |
| 2011      | Usta usta          | kobieta z hotelu                       | odc. 33              |
| 2011      | Na dobre i na złe  | Halinka                                | odc. 451             |
| 2011      | Klan               | Anita Sochacka                         | odc. 2043-2044, 2048 |
| 2012–2013 | Barwy szczęścia    | klientka salonu fryzjerskiego Bogumiła | odc. 797, 898        |
| 2014      | Pierwsza miłość    | Agnieszka Sikorska                     |                      |
| 2014–2021 | M jak miłość       | Joanna Chodakowska                     |                      |
| 2016      | Wmiksowani.pl      | Sabina Piorun-Drągalska                | odc. 1, 4, 9         |
| 2017–2020 | W rytmie serca     | Maria Biernacka-Żmuda                  |                      |
| 2019      | Ojciec Mateusz     | Sylwia Lehman                          | odc. 272             |
| 2019      | Mały Grand Hotel   | gość hotelu                            | odc. 4               |
| 2022      | Mecenas Porada     | Berenika Gajda                         | odc. 13              |
| 2022      | Domek na szczęście | Marianna Bondarek                      |                      |
| 2025      | Zaraz wracam       |                                        |                      |

### Polski dubbing[70]
| Rok  | Tytuł                    | Rola                   |
| ---- | ------------------------ | ---------------------- |
| 2014 | Czarownica               | Kocopola               |
| 2016 | Zwierzogród              | wiceburmistrz Obłoczek |
| 2016 | Barbie: Gwiezna przygoda | Barbie                 |
| 2017 | My Little Pony: Film     | kapitan Celaneo        |
| 2019 | Czarownica 2             | Kocopola               |
| 2020 | Lalka (seria podcastów)  | Kazimiera Wasowska     |
| 2021 | Kosmiczny mecz: Nowa era | Króliczka Lola         |